# Ácido docosahexaenoico

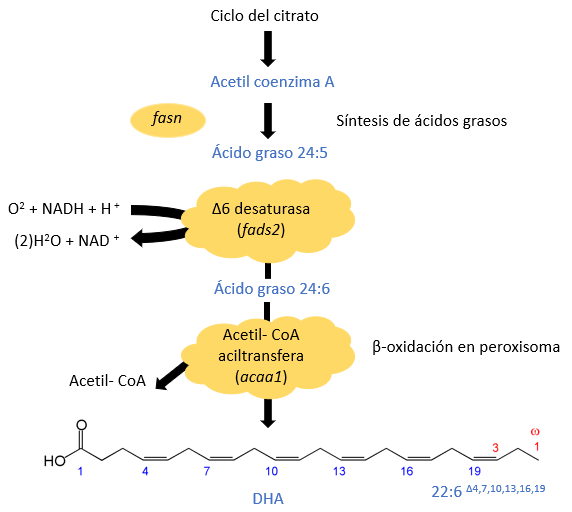
Los genes involucrados aparecen en cursiva en las figuras de color amarillo. ω representa el extremo del metilo y los números indican las posiciones de los átomos de carbono. 22:6 significa que hay 22 carbones y 6 dobles enlaces.

El ácido docosahexaenoico (DHA) es un ácido graso esencial poliinsaturado de la serie omega-3. Químicamente es, como todos los ácidos grasos, un ácido carboxílico. DHA es una abreviatura que proviene de su nombre en inglés (docosa-hexaenoic-acid). Se encuentra en el aceite de pescado y en algunas algas. La mayor parte del DHA en peces y otros organismos complejos con acceso a comida marina tiene su origen en microalgas heterotróficas fotosintéticas, y se va concentrando a su paso por la cadena alimenticia. Se comercializa el aceite de algas unicelulares como la Crypthecodinium cohnii. Centros médicos de los Estados Unidos han concluido que los ácidos grasos n-3, incluido el ácido docosahexaenoico (DHA), reducen el parto prematuro.  Científicos de la Universidad de California han encontrado evidencia que sugiere que el consumo de este ácido graso puede influir positivamente para evitar el deterioro que causa el Alzheimer, aunque esto no se ha confirmado.

## Donde encontrarlo
Es posible metabolizar DHA a través de la conversión en el organismo del Ácido alfa-linolénico (ALA), otro ácido graso omega-3, pero el grado de conversión es reducido, por lo que es difícil obtener a través de la conversión del ALA la cantidad recomendada de 220 mg diarios de DHA.
Podemos encontrarlo en peces de agua fría (como el salmón, el arenque o la anchoa) y según estudios recientes por médicos y científicos de Europa, en un atún de calidad especial, en el aceite de hígado de bacalao y en algunas microalgas (algas microscópicas). Estas últimas son la fuente de DHA de los peces.